# Wiyaala
Noella Wiyaala, nom de scène Wiyaala, née en 1986, est une chanteuse d'Afropop ghanéenne qui chante en Sisaala, en waale et en anglais, combinant souvent ces trois langues dans ses chansons. C'est son single Make Me Dance
 et son image androgyne qui l'ont rendue populaire. 
Après s'être fait un nom en présentant des spectacles à Accra, elle se lance dans une carrière solo, en 2013, avec son single Rock My Body, qui remporte deux prix à l'occasion de la première édition des All Africa Music Awards, en 2014 : prix de l'artiste la plus prometteuse en Afrique et celui de la révélation du continent africain.
Wiyaala est également partenaire de l'UNICEF Ghana et du ministère de la condition des femmes et des enfants dans des campagnes contre le mariage des enfants, la pauvreté infantile, la santé et l' assainissement.

## Source de la traduction
- (en) Cet article est partiellement ou en totalité issu de l’article de Wikipédia en anglais intitulé « Wiyaala » (voir la liste des auteurs).